# Al Singer

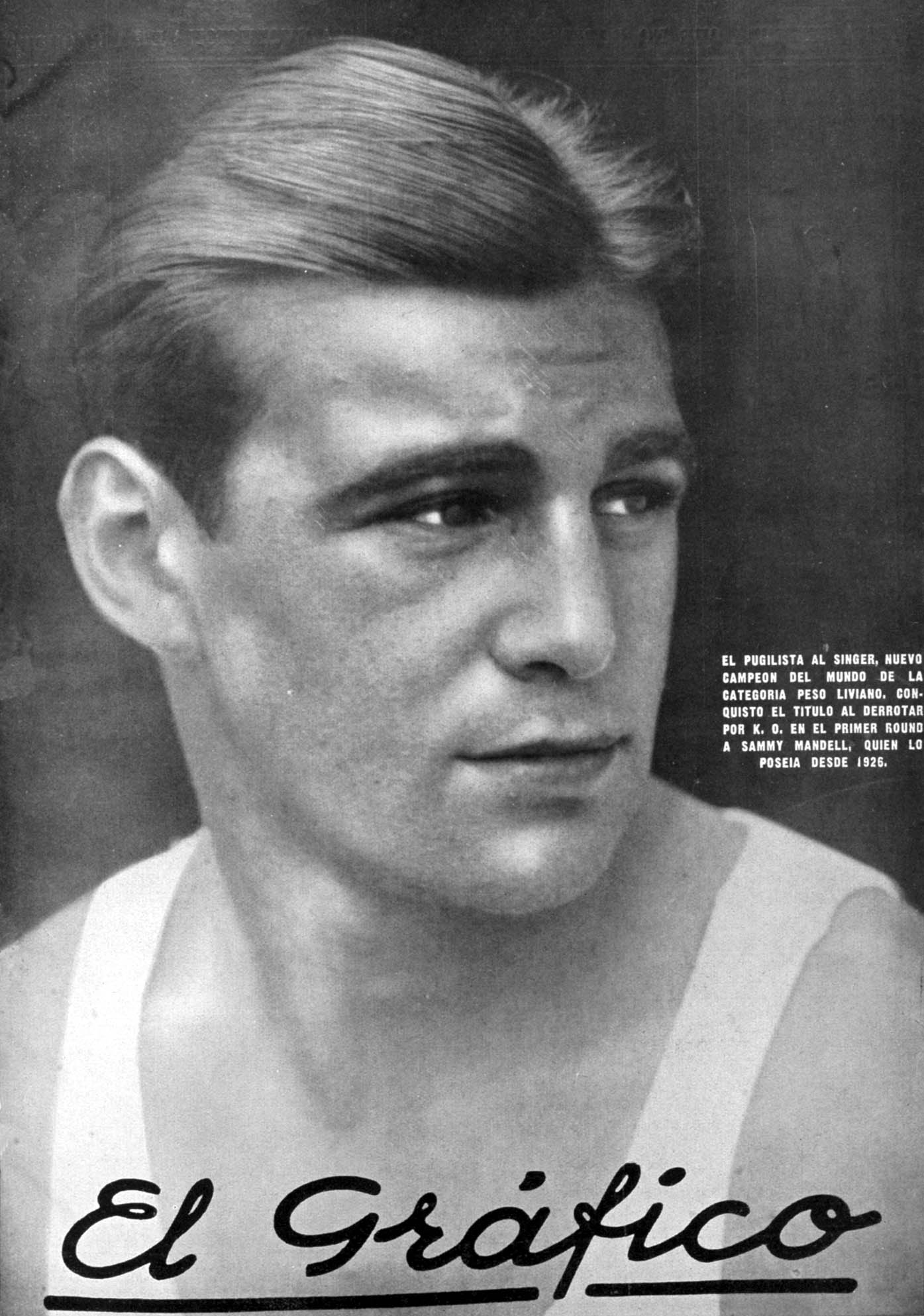
Al Singer

Al Singer (* 6. September 1909 in New York City, New York, Vereinigte Staaten als Abraham Singer; † 20. April 1961 in New York City, New York, Vereinigte Staaten) war ein US-amerikanischer Boxer jüdischer Herkunft. Er hielt vom 17. Juli 1930 bis zum 14. November 1930 den universellen Weltmeistertitel im Leichtgewicht.
Im Jahre 2006 wurde Singer in die International Jewish Sports Hall of Fame aufgenommen.